# Prix littéraires 1985
Liste des prix littéraires décernés au cours de l'année 1985 :

## Prix internationaux
- Prix Nobel de littérature : Claude Simon  France[1]
- Grand prix de littérature du Conseil nordique : Antti Tuuri (Finlande) pour Un jour en Ostrobotnie
- Grand prix littéraire d'Afrique noire : Jean-Pierre Makouta-Mboukou[2] (République du Congo) pour Introduction à l'étude du roman négro- africain de langue française et les grands traits de la poésie négro-africaine.  Hors-concours : Edem Kodjo (Togo) pour Et demain l'Afrique[3].
- Prix littéraire des Caraïbes : Roland Brival (France) pour Les tambours de Gao
- Prix des Mascareignes : Jean-François Samlong (France) pour Madame Desbassayns

## Allemagne
- prix Heinrich-Böll : Hans Magnus Enzensberger
- Prix Georg-Büchner :  Heiner Müller
- Prix Friedrich Hölderlin (Bad Homburg) : Ulla Hahn (de)

## Belgique
- Prix Victor-Rossel : Thierry Haumont pour Le Conservateur des ombres

## Canada
- Prix Athanase-David : Jacques Godbout
- Prix du Gouverneur général :
  - Catégorie « Romans et nouvelles de langue anglaise » : Margaret Atwood pour The Handmaid's Tale (La Servante écarlate)
  - Catégorie « Romans et nouvelles de langue française » : Fernand Ouellette pour Lucie ou un midi en novembre
  - Catégorie « Poésie de langue anglaise » : Fred Wah pour Waiting for Saskatchewan
  - Catégorie « Poésie de langue française » : André Roy pour Action writing
  - Catégorie « Théâtre de langue anglaise » : George F. Walker pour Criminals in Love
  - Catégorie « Théâtre de langue française » : Maryse Pelletier pour Duo pour voix obstinées
  - Catégorie « Études et essais de langue anglaise » : Ramsay Cook pour The Regenerators: Social Criticism in Late Victorian English Canada
  - Catégorie « Études et essais de langue française » : François Ricard pour La Littérature contre elle-même
- Prix Jean-Hamelin : Gilbert Choquette pour La Flamme et la Forge
- Prix Robert-Cliche : Rachel Fontaine pour Black Magic

## Corée du Sud
- Prix de l'Association des poètes coréens : Bak Ui-sang pour 비위는 저의 길을 가로막는다 et Cho Chang-hwan pour 나자로 마을의 새벽
- Prix Dong-in : Jeong Soseong pour Expédier à Athènes
- Prix de littérature contemporaine (Hyundae Munhak) :
  - Catégorie « Poésie » : Kim Won-ho pour 행복한 잠
  - Catégorie « Roman » : Hong Sung-won pour 마지막 偶像
  - Catégorie « Critique » : Kim Sitae pour 평론집『문학과 삶의 성찰
- Prix Kim Soo-young : Choi Seungho pour Le village du hérisson
- Prix Poésie contemporaine : Sung Chan-gyeong
- Prix Woltan : Heo Yeong-ja pour 그 어둠과 빛의 사랑
- Prix Yi Sang : Yi Jae-ha pour 나그네는 길에서도 쉬지 않는다

## Espagne
- Prix Cervantes : Gonzalo Torrente Ballester
- Prix Prince des Asturies : Ángel González
- Prix Nadal : Pau Faner (es), pour Flor de sal
- Prix Planeta : Juan Antonio Vallejo-Nágera, pour Yo, el rey
- Prix national des Lettres espagnoles : Julio Caro Baroja
- Prix national de Narration : non décerné.
- Prix national de Poésie : Joan Vinyoli, pour Passeig d'aniversari — posthume, écrit en catalan.
- Prix national d'Essai : non décerné.
- Prix national de Littérature infantile et juvénile : Joan Manuel Gisbert (es), pour El museo de los sueños
- Prix Adonáis de Poésie : Juan Carlos Mestre (es), pour Antífona de otoño en el valle del Bierzo
- Prix Anagrama : Ángel López García (es) (1949-), pour El rumor de los desarraigados. Conflicto de lenguas en la península ibérica
- Prix de la nouvelle courte Casino Mieres : Teresa Barbero, pour Reencuentro
- Prix d'honneur des lettres catalanes : Marià Manent (écrivain)
- Journée des lettres galiciennes : Antón Lousada Diéguez
- Prix de la critique Serra d'Or :
  - Antoni Marí i Muñoz (ca), pour L'home de geni, essai.
  - Joan Francesc Mira, pour Crítica de la nació pura, essai.
  - Tomàs Garcés i Miravet, pour Temps que fuig, journal.
  - Jordi Pere Cerdà, pour Col·locació de personatges en un jardí tancat, recueil de nouvelles.
  - Jaume Cabré, pour Fra Junoy o l'agonia dels sons, roman.
  - Joan Vinyoli, pour Passeig d'aniversari, recueil de poésie.
  - Xavier Benguerel i Llobet, pour la traduction du recueil de poésie Faules, de Jean de La Fontaine.

## États-Unis
- National Book Award : 
  - Catégorie « Fiction » : Don DeLillo pour White Noise (Bruit de fond)
  - Catégorie « Essais» : J. Anthony Lukas pour Common Ground: A Turbulent Decade in the Lives of Three American Families
- Prix Hugo :
  - Prix Hugo du meilleur roman : Neuromancien (Neuromancer) par William Gibson
  - Prix Hugo du meilleur roman court : Frappez : Entrée ■ (PRESS ENTER ■) par John Varley
  - Prix Hugo de la meilleure nouvelle longue : Enfants de sang (Bloodchild) par Octavia Butler
  - Prix Hugo de la meilleure nouvelle courte : Les Sphères de cristal (The Crystal Spheres) par David Brin
- Prix Locus :
  - Prix Locus du meilleur roman de science-fiction : The Integral Trees par Larry Niven
  - Prix Locus du meilleur roman de fantasy : Job : Une comédie de justice (Job, a Comedy of Justice) par Robert A. Heinlein
  - Prix Locus du meilleur premier roman : Le Rivage oublié (The Wild Shore) par Kim Stanley Robinson
  - Prix Locus du meilleur roman court : Frappez : entrée ■ (PRESS ENTER ■) par John Varley
  - Prix Locus de la meilleure nouvelle longue : Enfants de sang (Bloodchild) par Octavia E. Butler
  - Prix Locus de la meilleure nouvelle courte : Salvador (Salvador) par Lucius Shepard
  - Prix Locus du meilleur recueil de nouvelles : The Ghost Light par Fritz Leiber
- Prix Nebula :
  - Prix Nebula du meilleur roman : La Stratégie Ender (Ender's Game) par Orson Scott Card
  - Prix Nebula du meilleur roman court : Voile vers Byzance (Sailing to Byzantium) par Robert Silverberg
  - Prix Nebula de la meilleure nouvelle longue : Portrait de famille (Portraits of His Children) par George R. R. Martin
  - Prix Nebula de la meilleure nouvelle courte : Les Visiteurs (Out of All Them Bright Stars) par Nancy Kress
- Prix Pulitzer :
  - Catégorie « Fiction » : Alison Lurie pour Foreign Affairs (Liaisons étrangères)
  - Catégorie « Biographie et Autobiographie » : Kenneth Silverman pour The Life and Times of Cotton Mather
  - Catégorie « Essai » : Studs Terkel pour The Good War: An Oral History of World War Two ("La Bonne Guerre" - Histoires orales de la Seconde Guerre mondiale)
  - Catégorie « Histoire » : Thomas K. McCraw pour Prophets of Regulation
  - Catégorie « Poésie » : Carolyn Kizer pour Yin
  - Catégorie « Théâtre » : James Lapine et Stephen Sondheim pour Sunday in the Park with George

## Finlande
- Prix Aleksis-Kivi : non décerné
- Prix Kalevi-Jäntti : non décerné
- Prix Eino-Leino : Hannu Salama
- Prix national de littérature : Jörn Donner pour Far och son, Pirkko Saisio pour Kainin tytär, Bo Carpelan pour Modern finsk lyrik, Hannele Huovi pour Taikaruukku, Tuula Kallioniemi pour Paha poika, Eeva Tikka pour Satuja
- Prix littéraire de la ville de Tampere : Kalle Päätalo pour Nouseva maa, Hannu Salama pour Punajuova, Tuula Kallioniemi pour Salapoliisi T. Koljosen vaarallisin tehtävä
- Prix Tollander : Johannes Salminen
- Prix Rudolf-Koivu : Hannu Taina
- Prix Topelius : Kaija Pakkanen
- Prix Mikael-Agricola : Annikki Suni
- Médaille Anni-Swan : Kaarina Helakisa pour Pikku Joonas
- Prix d'écriture Juhana-Heikki-Erkko : non décerné
- Prix Juhana-Heikki-Erkko : Rosa Liksom pour Yhden yön pysäkki
- Médaille Kiitos kirjasta : Anna-Leena Härkönen pour Häräntappoase
- Prix Arvid-Lydecken : Anna-Liisa Haakana pour Sari-Anna
- Prix Kaarle : Teuvo Saavalainen
- Prix Pehr-Evind-Svinhufvud : Katri Veltheim pour Kävelyllä Viipurissa
- Prix du grand club du livre finlandais : Mirkka Rekola, Laila Hirvisaari
- Prix Pirkanmaan-Plättä : Merja Jalo pour Ponitalli vaarassa
- Prix Väinö Linna : non décerné
- Prix Pääskynen : Vuokko Blinnikka
- Prix Atorox : Pekka Virtanen pour Perinne
- Prix Finlandia : Erno Paasilinna pour Yksinäisyys ja uhma
- Prix Pikku-Finlandia : Fredrik Hertzberg
- Prix Lea : Ilpo Tuomarila pour Yössä Gehennan
- Prix Vuoden johtolanka : Matti Yrjänä Joensuu pour Harjunpää ja heimolaiset

## France
- Prix Goncourt : les Noces barbares de Yann Queffélec
- Prix Médicis : Naissance d'une passion de Michel Braudeau
  - Prix Médicis étranger : Dieu sait de Joseph Heller (États-Unis)
- Prix Femina : Sans la miséricorde du Christ d'Hector Bianciotti
  - Prix Femina étranger : Michael K, sa vie, son temps de J. M. Coetzee (Afrique du Sud)
- Prix Renaudot : Mes nuits sont plus belles que vos jours de Raphaële Billetdoux
- Prix Interallié : Vladimir Roubaïev de Serge Lentz
- Grand prix de littérature de l'Académie française : Roger Grenier
- Grand prix du roman de l'Académie française : Dara de Patrick Besson
- Prix des Deux Magots : Mémoires minuscules d'Arthur Silent
- Prix du Roman populiste : Leïla Sebbar pour Les Carnets de Shérazade
- Prix France Culture : Aerea dans les forêts de Manhattan d'Emmanuel Hocquard
- Prix du Livre Inter : Un cauchemar de Jean-Jacques Brochier
- Prix des libraires : La Mémoire du fleuve de Christian Dedet
- Prix du Quai des Orfèvres : Les Crimes du bon Dieu de Roger Labrusse
- Prix mondial Cino-Del-Duca : William Styron pour l'ensemble de son œuvre

## Italie
- Prix Strega : Carlo Sgorlon, L'armata dei fiumi perduti (Mondadori)
- Prix Bagutta : Francesca Duranti, La casa sul lago della luna, (Rizzoli)
- Prix Campiello : Mario Biondi, Gli occhi di una donna
- Prix Malaparte : Nadine Gordimer
- Prix Napoli : Elena Gianini Belotti, Il fiore dell’ibisco, (Garzanti)
- Prix Viareggio : Manlio Cancogni, Quella strana felicità

## Monaco
- Prix Prince-Pierre-de-Monaco : Françoise Sagan[4]

## Royaume-Uni
- Prix Booker : Keri Hulme pour The Bone People (Les hommes du long nuage blanc)
- Prix James Tait Black :
  - Fiction : Robert Edric pour Winter Garden
  - Biographie : David Nokes pour Jonathan Swift: A Hypocrite Reversed
- Prix WH Smith : David Hughes pour The Pork Butcher
- Prix John-Llewellyn-Rhys : non attribué
- Médaille Carnegie : Kevin Crossley-Holland pour Storm
- Prix Rose-Mary-Crawshay : 
  - Penelope Fitzgerald pour Charlotte Mew and her Friends
  - Anthea Hume pour Edmund Spenser : Protestant Poet
- Prix Somerset-Maugham : Jeremy Reed pour By the Fisheries

## Suisse
- Grand prix C.F. Ramuz : Georges Haldas